# Handelsverdrag
Een handelsverdrag is een verdrag dat gesloten wordt tussen twee of meer landen ter bevordering van de wederzijdse of internationale handel met onder meer afspraken over douanerechten en niet-tarifaire belemmeringen. Kenmerkend van een handelsverdrag is dat de inhoud van het verdrag zich richt op handel tussen de staten en inwoners van de staten.
In meer complexe handelsakkoorden wordt ook onderhandeld over een gemeenschappelijke markt, investeringen en zelfs belastingen.

## Overwegingen
Er zijn verschillende overwegingen die kunnen bijdragen aan de motivatie om een handelsverdrag te sluiten. Dit kan vanuit een economische, politieke en juridische motivatie, waarbinnen ook weer onderverdelingen zijn te maken. Een motivatie zal verschillen met de grootte van de economie, de militaire macht, de vorm van bestuur en de kwaliteit van de instituties en daarom zal er over het algemeen sprake zijn van een combinatie van motivaties. Die motivaties hebben ook invloed op hoe verdragen tot stand komen, verdragontwerp en hoe de samenwerking daarna verloopt.:89-98
Volgens het Weens Verdragenverdrag (VCLT) moet bij de geschillenbeslechting van een verdrag rekening worden gehouden met het doel van dat verdrag. Dit geldt ook voor geschillen die behandeld worden door de Beroepsinstantie van de Wereldhandelsorganisatie. Afgezien daarvan dient de doelstelling bij elke academische discussie duidelijk te zijn:
Any scholar criticizing efficiency or effectiveness of a trade agreement, and/or laying out an agenda for reform should reveal his or her understanding of the treaty's central objectives. Failure to do so may mean that the agreement is discussed in a logical vacuum.:95

### Economische benaderingen
In tegenstelling tot de andere benaderingen zijn wederzijdse voordelen bij het economische perspectief het uitgangspunt. Er zijn meerdere benaderingen, waarvan de meesten echter alleen een verklaring kunnen bieden voor preferentiële handelsovereenkomsten. De ruilvoetbenadering en de verbintenisbenadering doen dat ook voor multilaterale overeenkomsten.

#### Ruilvoetbenadering
De ruilvoetbenadering stelt dat protectionisme door verschuivingen van productiemogelijkhedencurves leidt tot een verlies van rendement bij de specialisaties van landen. Handelsverdragen moeten dit prisoner's dilemma opheffen door elkaar weer markttoegang te bieden. Deze traditionele received theory heeft een beperkte reikwijdte. Het geeft een onderbouwing voor grote economieën om overeenkomsten met elkaar af te sluiten, maar niet waarom die dat ook met kleine economieën zouden doen. Markttoegang is bij deze benadering een belangrijke onderhandelingsmacht. Door marktmacht kan een grote economie externaliteiten afwentelen op andere landen, terwijl kleinere economieën niet in staat zijn tot kostenverschuivingen, aangezien zij geen invloed hebben op de prijzen op de wereldmarkt. Door uiteenlopende producten op de markt te brengen, kunnen echter ook kleinere landen enige marktmacht verkrijgen.
Het principe van de meest begunstigde natie maakt handelsverdragen ook voor kleine economieën aantrekkelijk, doordat afspraken tussen andere landen ook ver hen gelden als zij zich aansluiten bij het verdrag. Die aantrekkelijkheid beperkt zich volgens de ruilvoetbenadering echter tot het niet verliezen van marktaandeel en levert geen extra voordeel op.

#### Politieke economie
Waar traditionele economische benaderingen politieke druk en lobbyen niet meenemen als relevant voor besluitvorming, neemt politieke economie ook de invloed mee van belangengroepen of demandeurs die belangrijk zijn voor herverkiezing. Economische verbeteringen zullen dan specifieke groepen betreffen. Unilaterale verdragen zullen dan een combinatie zijn van de ruilvoetbenadering en het effect van de resulterende distributie-effecten op de politieke steun.
Hoewel de consument nadeel ondervindt van protectionisme, kan deze voordelig uitpakken voor sectoren die concurreren met import, waarbij die laatste over het algemeen beter georganiseerd is. Door wederkerige afspraken te maken, kan een verdrag wel de benodigde politieke steun opleveren, doordat de export-afhankelijke industrie gebaat is bij een grotere markttoegang. De benadering vanuit uit de politieke biedt een verklaring voor hoe handelsverdragen werkelijk tot stand zijn gekomen:
- Het liberaliseringsproces is geleidelijk verlopen.
- Er is vooral sprake van liberalisering bij producten met een tweerichtingsverkeer.
- Uitvoerheffingen worden over het algemeen niet verboden.

De new trade theory verklaart dat als het liberaliseringsproces eenmaal is ingezet, het aandeel bedrijven die concurreren met import zal dalen en het aantal exporterende bedrijven zal stijgen. Daarmee stijgt de politieke steun voor verdere liberaliseringen, het juggernaut-effect. Dit verklaart de geleidelijkheid van het liberaliseringsproces als de sectoren verschillende producten betreft. Problematisch bij deze benadering is dat liberalisering vooral in de intra-industriële handel is opgetreden, waar een grotere afzetmarkt in het buitenland gepaard gaat met meer concurrentie in het binnenland. De new-new trade theory stelt dat dit te verklaren is doordat vooral grote bedrijven in staat zijn om de vaste kosten te dragen die gepaard gaan met buitenlandse vestigingen en dat kleinere bedrijven zich op het binnenland richten. Die kleinere bedrijven komen bij verdergaande liberalisering onder druk te staan, wat de liberalisering weer kan versterken. Die grotere bedrijven verenigen zich vervolgens met grote bedrijven uit andere sectoren om te lobbyen voor minder protectionisme. Dit verklaart ook dat hoewel uitvoerheffingen niet verboden zijn, ze vrijwel niet worden ingezet.
Vanuit de politieke economie kan een bilaterale of regionale handelsovereenkomst ook een manier zijn om protectionisme toe te passen. Producenten die weinig competitief zijn op de wereldmarkt, maar wel op de regionale markt, zullen lobbyen voor preferentiële overeenkomsten. Door de heffingen zullen de meest efficiënte producenten op de wereldmarkt minder aantrekkelijk worden ten gunste van de regionale producent. Politiek gezien kan deze handelsverlegging daarmee gunstig zijn, al hoeft dit voor consumenten niet het geval te zijn.

#### De eer opstrijken
Bij een vermindering van tarieven treden zowel directe als indirecte effecten op. Die laatste zijn door beperkte rationaliteit minder duidelijk toe te wijzen aan de overheid in het geval van unilaterale verminderingen. Door de indirecte effecten op te nemen in een handelsverdrag worden deze zichtbaar en kan dit betekenen dat het overheidsbeleid meer steun krijgt. Dit zou een verklaring kunnen zijn voor het gegeven dat ook landen zonder marktmacht verdragen afsluiten.

#### Verbintenisbenadering
Bij moeilijke beslissingen kan een tijdsinconsistentie optreden doordat na de aankondiging daarvan een herziening optreedt. De aankondiging moeilijke beslissing zou tot hervormingen in de betreffende sector kunnen leiden waardoor die om kan gaan met de beslissing, maar als dit niet gebeurt kan een beslissing op het beoogde moment van uitvoering dusdanige problemen opleveren, dat alsnog wordt afgezien van de invoering. Als de betreffende sector dit verwacht en daarop anticipeert, dan kan deze door geen actie te ondernemen een beslissing traineren. Een verbintenis (commitment) kan hierbij als extern anker fungeren, omdat deze de overheid kan verhinderen om terug te komen op de beslissing. De verbintenisbenadering legt dus de nadruk op de kwaliteit van de eigen instituties als motivatie om een verdrag te sluiten. Daar waar die geloofwaardigheid ontberen doordat een overheid zich te veel vrijheden heeft veroorloofd, kan een multilateraal verdrag de binnenlandse private sector overtuigen.
Hiermee zou de overheid de lobbygroepen van zich kunnen vervreemden, maar het kan lonen om hier toch voor kiezen. Zo kan een sector die geen comparatief voordeel weet te bemachtigen, door de bescherming van een tariefmuur groeien en daarmee investeringen weghouden bij vitale sectoren. Op de lange termijn is het daarom voordelig om deze sector af te bouwen, maar op korte termijn leidt dit tot onder meer werkloosheid. In een handelsverdrag kunnen voorwaarden worden opgenomen om dit nadeel zo klein mogelijk te laten zijn. Ook kan zo voorkomen worden dat er wordt geprobeerd om de sector kunstmatig op te blazen tot een grootte die de overheid wel moet beschermen.
De nadruk ligt bij deze benadering dus op de verhouding tussen een overheid en de private sector binnen hetzelfde land en niet op overheden onderling. Deze benadering geeft dan ook geen verklaring waarom landen die wel over geloofwaardige instituties beschikken een verdrag aan zouden gaan met een land dat daar niet over beschikt en ook niet waarom een land met een geloofwaardigheidsprobleem zijn tarieven zou verlagen na zich te hebben aangesloten bij een multilateraal verdrag.

#### Kleine economieën
Vooral voor kleine economieën kunnen handelsverdragen een manier zijn om hun marktgrootte te vergroten en ook om toegang te krijgen tot directe buitenlandse investeringen, vooral met preferentiële toegang. Voor grote economieën is deze motivatie van ondergeschikt belang en daarom zullen kleinere economieën vaak concessies op andere vlakken moeten doen. Marktgrootte kan ook een motivatie zijn om met andere kleine economieën een vrijhandelszone overeen te komen. 
Vooral voor kleinere landen kan een verdrag ook als verzekering dienen. Door een preferentiële overeenkomst af te sluiten met een groot land dat als knooppunt fungeert, kunnen zij profiteren van een hub-and-spoke-systeem, een veelvoorkomende regionale handelsovereenkomst. Ook kunnen zij met andere kleine landen een multilaterale liberalisering overeenkomen.
Samenwerking tussen kleine economieën kan ook hun onderhandelingsmacht tegenover grote economieën vergroten. Dit lijkt onder meer een belangrijk argument voor de Caricom, waar economische integratie relatief weinig voordeel oplevert, maar waar samen onderhandelen met andere landen wel voordelen biedt. Om succesvol te zijn, moeten de lidstaten niet te veel tegengestelde belangen hebben waarmee onderhandelingspartners de lidstaten tegen elkaar kunnen uitspelen. De meest succesvolle samenwerkingen zijn dan ook gebaseerd op dezelfde producten, zoals de Organisatie van olie-exporterende landen (OPEC) en de Cairns-groep met respectievelijk aardolie en landbouwproducten.
Onderhandelingsmacht kan ook een argument kan zijn voor een groot ontwikkelingsland om samen met kleinere ontwikkelingslanden met ontwikkelde landen te onderhandelen.
In onderhandelingen met een multinational kan een regionale handelsovereenkomst de positie van een individueel land zelfs verslechteren, doordat de markttoegang in elk aangesloten land gegarandeerd is, waardoor de multinational de aangesloten landen tegen elkaar kan uitspelen. Deze race to the bottom is alleen te vermijden als belastingbevoegdheden worden gedelegeerd naar het samenwerkingsverband.

### Benaderingen vanuit internationale betrekkingen
Internationale betrekkingen heeft vier grand theories met het neorealisme, het neoliberaal institutionalisme, het liberalisme en het constructivisme. De eerste twee zijn rationele benaderingen – gericht op maximalisatie van het verwachte nut of vooruitzicht – de laatste twee meer sociologisch. De eerste twee zijn ook statisch, uitgaande van de staat als actor, wat ook geldt voor de sterk cognitivistische vorm van constructivisme. De zwak cognitivistische vorm van constructivisme en het liberalisme zijn niet-statisch en kijken ook naar de binnenlandse dynamiek.
Neoliberaal institutionalisme richt zich daarbij op de rendementsverhogingen van handelsverdragen, terwijl neorealisme kijken naar de mate waarin macht en distributionele conflicten internationale samenwerking beïnvloeden. Daarmee liggen deze benaderingen dicht bij de rationele agent-gecentreerde economische ideeën. Neoliberaal institutionalisme en liberalisme kijken net als economie naar de te bereiken Pareto-efficiëntie.
De benaderingen vanuit internationale betrekkingen hebben daarnaast echter andere invalshoeken. Het liberalisme gaat in tegen de statische benaderingen en stelt de vraag wat de staat is en hoe deze bepaalde voorkeuren ontwikkelt en de invloed van de geschiedenis en padafhankelijkheid daarop. Daarbij wordt de binnenlandse dynamiek van rent-seeking door niet-gouvernementele organisaties (ngo's) en lobbygroepen benadrukt. Volgens het constructivisme is nutmaximalisatie geen afdoende verklaring voor samenwerking, maar spelen normen daarbij ook een belangrijke rol, zoals John Ruggie aangaf in zijn werk over embedded liberalism. Het constructivisme bekijkt deze binnenlandse normen, waarden, gewoontes en tradities op basis van preferenties. Neomarxisme of wereld-systeemtheorie is een centrum-periferiemodel waarbij landen tot het centrum behoren of tot de periferie, waarbij die laatsten economisch afhankelijk zijn van de eersten en waarbij de kern de rijkdom uit de periferie haalt.

#### Neorealisme
In het realisme staan macht en conflict centraal, waarbij staten streven naar machtsmaximalisatie en heeft handelspolitiek een daaraan ondergeschikte rol. Het neorealisme is een reactie op het neoliberalisme dat het klassieke realisme uitdaagde. Volgens het neoliberalisme zijn vooral nationale veiligheid, militaire machtsmiddelen en machtsverdeling van belang binnen de internationale verhoudingen die gekenmerkt worden door anarchie. Volgens het neorealisme is dit echter een zero-sum game waarbij de nadruk niet op marktfalen ligt, maar op welke positie wordt ingenomen op de Paretogrens. Uit de speltheorie wordt daarbij niet het prisoner's dilemma als verklarend gezien, maar de strijd der geslachten waarbij twee uitkomsten een voorkeur hebben, zonder beiden helemaal tevreden te stellen. Staten handelen daarbij om hoger op in de internationale rangorde te komen. Kortdurende allianties worden daarbij gebruikt voor enerzijds een binnenlands aanbodeffect – waarbij handelsvoordelen en verhoogde rendementen bijdragen aan militaire macht – en anderzijds buitenlandse politieke invloed – waarbij andere landen in enige mate afhankelijk worden. Zwakkere landen kunnen kiezen voor bandwagoning en hopen om onder bescherming van de sterke staat of hegemoon economisch te profiteren, of juist een tegenwicht te zoeken door zich aan te sluiten bij rivaliserende partijen. Volgens het neorealisme gaan militaire en economische samenwerkingen dan ook hand in hand en zijn afhankelijk van het machtsevenwicht. Relatieve voordeel is belangrijk, omdat dit kan bijdragen aan een militair overwicht. Staten zijn dan ook geen rationele egoïsten, maar defensieve positionalisten. De nadruk op relatief voordeel lijkt geen verklaring te kunnen bieden waarom landen een handelsovereenkomst af zouden sluiten, maar eerder waarom ze niet zouden samenwerken. Machtige landen kunnen door hun go-it-alone power echter de status quo veranderen, waardoor zwakkere landen akkoord gaan met verslechterde omstandigheden om een nog grotere verslechtering te voorkomen.
|                 |                                    | Relationele specificiteit |                |
| Direct          | Diffuus                            |                           |                |
| Macht werkt via | Interacties van specifieke actoren | Dwingend                  | Institutioneel |
| Macht werkt via | Sociale relaties van constitutie   | Structureel               | Productief     |

Het postklassieke realisme stelt echter dat macht meer is dan economische en militaire macht, maar te onderscheiden in agency en structure met enerzijds dwingende en institutionele macht en anderzijds structurele en productieve macht. Dwingende macht kan zowel een materiële en een ideële grondslag hebben en wordt door een actor direct over een ander uitgeoefend, terwijl institutionele macht indirect via actoren werkt. Bij de andere twee is er een sociale structuur die vooraf gaat aan de betrokken actoren. Macht is geen doel is op zichzelf, maar een middel waarbij economische samenwerking bij kan dragen aan de nationale veiligheid en het verminderen van conflicten. Dit is een ruimer begrip dan bij de neorealisten en hangt ook samen met de effecten daarop door de verdeling van schaarse middelen, vluchtelingen, migratie en vervuiling. Om een verhoging van welvaart en een vermindering van conflicten te bereiken, moeten zowel grote als kleine en zowel democratische als autocratische partijen baat hebben bij overeenkomsten. Gevestigde economieën moeten daarbij wel opkomende economieën in de gaten houden, om te voorkomen dat economische groei gepaard gaat met een groeiende militaire dreiging. Daartoe kunnen landen uitgesloten worden van een overeenkomst, of juist dusdanig gebonden worden dat een conflict te kostbaar wordt.
Volgens de hegemoniale stabiliteitstheorie zou de hegemoon andere landen aan zich moeten binden via een wereldwijd instituut, waarmee ook free-riding wordt voorkomen. Daartoe zal de hegemoon de andere landen moeten zien te overtuigen dat er werkelijke voordelen zijn en dat de hegemoon geen misbruik zal maken van dit systeem. De geloofwaardigheid is daarbij afhankelijk van het wereldwijde langetermijnbeleid van de hegemoon. Op deze manier is de hegemoon de enige die bij machte is om internationale normen neer te leggen.

#### Neoliberaal institutionalisme
Het neoliberaal institutionalisme legt de nadruk op het dilemma van de collectieve actie, transactiekosten en informatieasymmetrie die tot niet-optimale uitkomsten leiden, zoals bij marktfalen en het prisoner's dilemma. Om de effecten hiervan te verminderen, moet samenwerking helpen, waarbij informatie gedeeld wordt, transactiekosten verlaagd worden en regels gehandhaafd worden. Hierbij zou een centrale organisatie niet nodig zijn. Daarmee kent het veel overeenkomsten met de economische benaderingen.
Volgens het neoliberaal institutionalisme wordt macht gevormd door belangen en niet andersom zoals in het neorealisme. Daarmee verschuift de nadruk van macht naar nutmaximalisatie en rendement en van het mercantilistische relatieve voordeel naar absoluut voordeel. Daarmee zijn grootte, ontwikkelingsniveau en regimetype niet meer van belang. Het afsluiten van verdragen is dan alleen gebaseerd op het verwachte rendement.

#### Liberalisme
Volgens het liberalisme worden handelsverdragen afgesloten op basis van de binnenlandse som van belangen van een land, waarbij elk land een uniek geheel is. Daarmee zijn de grootte van de economie, de grootte van de bevolking, de inkomensverdeling, het gemiddelde inkomensniveau, de industriestructuur, het onderwijsniveau, en het type regime geen factoren die op voorhand al de richting van een land bepalen, maar kent elk land zijn idiosyncratische proces. Een onderverdeling in categorieën landen naar ontwikkelingsniveau of regimetype is dan ook niet toereikend. Het liberaal-intergouvernementalisme legt de nadruk op overheidsfunctionarissen met een eigenbelang die naar de voorkeuren werken van binnenlandse partijen, een polyarchie met verschillende, vaak tegenstrijdige belangen. Hierbij is de sociale inbedding van een regime belangrijk en overheden gaan geen internationale verdragen aan die deze inbedding bedreigt. Onderhandelingen worden volgens de two-level game theory dan ook op twee niveaus gevoerd, lokaal en internationaal. Al deze factoren spelen een rol in de binnenlandse tweestrijd tussen protectionisten en voorstanders van de vrijhandel. Belangengroepen met dezelfde voorkeuren kunnen dan grensoverschrijdende coalities aangaan.

#### Constructivisme
Voor het constructivisme zijn staten het uitgangspunt en zijn de beweegredenen van een staat om een verdrag af te sluiten het onderwerp. De rationelekeuzetheorie wordt daarbij verworpen. Volgens sterk cognitivistische constructivisten negeren rationele theorieën ten onrechte de invloed van ideële benaderingen. De logica van consequentie zou daarom vervangen moeten worden door de logica van gepastheid. In het eerste geval zijn doelen en regels leidend, in het tweede geval wordt gekeken naar de politiek-maatschappelijke context van die doelen en regels. Vanuit de logica van consequentie wordt er doelrationeel gehandeld waarbij keuzes worden gemaakt op basis van goed te onderscheiden stabiele problemen met een duidelijke prioriteit. Volgens de logica van gepastheid moet gekeken worden naar wat politiek haalbaar en maatschappelijk geaccepteerd is. Hierbij wordt ook de geschiedenis meegenomen en wordt ook gekeken naar hoe in het verleden is samengewerkt. In plaats van doelrealiserend is dit doelzoekend. Ook stellen sterk cognitivistische constructivisten dat de agency van elke agent systemisch wordt beïnvloed door interactie met cultuur en socialisatie. Een voorloper hiervan is de Engelse school die uitgaat van internationale diffusie van normen, zoals bij collectieve veiligheid.
Zwak cognitivistische constructivisten kijken naar hoe normen zich vormen en uiteindelijk beslissingen beïnvloeden. Daarbij hebben epistemic communities en morele ondernemers een belangrijke rol bij de opinievorming. Op het gebied van handelsverdragen spelen dan niet zozeer de grootte van de economie, de ontwikkeling of het regime een rol, maar in hoeverre andere landen aansluiten bij de eigen ideeën over vrijhandel.
Zo had embedded liberalism niet in het interbellum tot stand kunnen komen, maar waren maatschappelijke doelstellingen na de Tweede Wereldoorlog dusdanig veranderd, dat multilateralisme de norm werd. Het idee dat internationale handel kon bijdragen aan de vrede was een belangrijk onderdeel van de Amerikaanse en Britse politiek kort na die oorlog in de aanloop naar de GATT – voor Cordell Hull gold vanaf 1916 dat unhampered trade dovetailed with peace – en voor het initiatief voor de Europese Economische Gemeenschap. Voor deze visie zijn zowel ondersteunende als tegensprekende studies te vinden.
De ideële benadering vanuit het constructivisme heeft zijn invloed gehad op de andere theorieën, zoals het neoliberaal institutionalisme waar principiële en causale overtuigingen nu ook een rol spelen. Binnen de hegemoniale stabiliteitstheorie kijkt de leadership theory ook naar de aard van de hegemoon die de eigen normen over zou willen brengen in het internationale systeem.

### Juridische benaderingen
Juridische benaderingen gaan uit de legitimiteit voor binnenlandse en wereldwijde aangelegenheden bij de burger ligt en dat overheidsfalen en rent-seeking van het eigenbelang dienende beleidsmakers beperkt moeten worden. Om tot een rationeel-legaal gezag te komen, is een juridisch kader nodig, een constitutie of grondwet. Binnen het constitutionalisme zijn meerdere stromingen te vinden:
- intern constitutionalisme, waar handelsverdragen binnenlands beleidsfalen moeten tegengaan
- extern constitutionalisme, waar handelsverdragen democratische representatie in het buitenland moeten bieden
- intern/extern constitutionalisme, waarbij de wetgevende macht de beleidsvorming op handelsgebied aan de overheid delegeert om het algemeen belang beter te dienen
- mondiaal constitutionalisme, waarbij een internationale handelsconstitutie het falen van nationaal en internationaal recht moet verminderen

Voor constitutionalisme is democratie een grondvoorwaarde. Zonder vrijheid van vergadering, vrijheid van meningsuiting en kiesrecht met weinig corruptie en een trias politica met een geloofwaardige rechterlijke macht is er geen sprake van constitutionalisme. Andere voorwaarden zijn een zeker welvaarts-, opleidings en informatieniveau. Volgens het constitutionalisme zouden daarmee alleen welvarende democratieën verdragen afsluiten. Wel kan volgens extern constitutionalisme en intern/extern constitutionalisme een autocratie die dusdanig groot is dat deze kostenverschuivingen richting democratieën veroorzaakt door die democratieën eventueel gedwongen worden deel te nemen. Het blijft echter een onderbelicht aspect bij de juridische benaderingen hoe te verklaren dat ook autoritaire regimes handelsverdragen afsluiten.
Juridische benaderingen stellen nauwelijks de vraag waarom verdragen worden afgesloten, maar zijn vooral beschrijvend. Een constitutie moet overheidsfalen voorkomen door de overheidsbevoegdheid te beperken, de scheiding der machten en het beschermen van burgers tegen politieke onteigening en knevelarij. De Europese juridische traditie van Hugo de Groot en Kant over het Europees absolutisme is rechtengebaseerd. Elke burger heeft een onvervreemdbaar recht om vrijuit economische handelingen te verrichten en om niet blootgesteld te worden aan discriminerende willekeurige belastingheffing, redistributie en onteigening. Dit kan door de discretionaire bevoegdheid van de overheid in economische zaken te beperken. De Angelsaksische traditie van John Locke over voluntarisme is contractgebaseerd, het is in het rationele nutmaximaliserende belang van elke burger om rent-seeking tegen te gaan en daartoe kan een sociaal contract worden afgesloten.
De verschillende benaderingen zijn echter niet altijd zo tegenstrijdig als voorstanders van een bepaalde benadering soms laten lijken, maar zijn in veel gevallen eerder aanvullend dan uitsluitend. Wel verschilt de opvatting van wat een handelsverdrag precies is. Voor het mondiaal constitutionalisme is een handelsverdrag de constitutie, voor intern en voor extern constitutionalisme is het een aanvulling op de binnenlandse constitutie, terwijl het voor intern/extern constitutionalisme daar een voortvloeisel van is. Een nadeel hierbij is dat de juridische benaderingen meer normatief dan beschrijvend zijn:
International legal scholarship too often combines careful doctrinal description – here is what the law is – with unfounded prescription – here is what the law should be. This scholarship often lacks any persuasively articulated connection between description and prescription, undermining the prescription. International legal scholarship lacks a progressive research program.

#### Intern constitutionalisme
Volgens de interne of binnenlandse benadering dienen handelsovereenkomsten als een tweede verdedigingslinie tegen binnenlands beleidsfalen dat kan optreden door lobbygroepen die slechts deelbelangen dienen en niet het algemeen belang. Net als bij de verbintenisbenadering geldt de overeenkomst ook hier als extern anker:
- handelsverdragen kennen uitgebreide afspraken met vaak strenge sancties als deze niet nagekomen worden
- externe handhaving kan een aanvulling zijn voor intern toezicht
- door de wederkerigheid van elk handelsverdrag treedt een pull-effect op, waardoor exporteurs lobbyen voor lagere tarieven waar ook consumenten bij gebaat zijn
- hoewel unilaterale liberalisering hetzelfde kan bereiken, is een verdrag binnenlands vaak beter te verkopen doordat hierbij het do ut des-principe (ik geef met de bedoeling dat jij geeft) zichtbaarder is
- het afsluiten van een handelsverdrag kan in het rechtsstelsel van bepaalde landen eenvoudiger zijn dan constitutionele veranderingen

Zo kunnen internationale handelsverdragen bijdragen aan de versterking van binnenlandse democratie en economische vrijheden. Protectionistische minderheden kunnen zo beter in toom gehouden worden zonder de soevereiniteit of legitimiteit van de staat te bedreigen.

#### Extern constitutionalisme
Volgens het extern constitutionalisme zijn de motieven van de interne benadering onvoldoende om handelsverdragen af te sluiten. Binnenlandse instituties zouden voldoende waarborg moeten zijn en als er al verdragen worden afgesloten, dan zijn bilaterale verdragen voldoende en multilaterale overbodig. Daarbij komt dat het gemiddelde publiek over het algemeen de voordelen van vrijhandel veelal niet ziet en juist ongelijke behandeling zoekt doordat in protectionisme een stimulans wordt gezien voor zaken als werkgelegenheid, volksgezondheid en gerechtigheid. Zelfs als de voordelen van de vrijhandel worden ingezien, kan er een voorkeur zijn voor andere waarden dan nutmaximalisatie. Volgens de externe benadering zijn overheidsfalen en rent-seeking dan ook niet beperkt tot het binnenland, maar zijn deze ook endogeen. Die taxation without representation ligt echter buiten de binnenlandse invloedssfeer en daar kunnen verdragen een oplossing bieden. Met een handelsverdrag verkrijgen binnenlandse belangengroepen ook in het buitenland een vorm van democratische representatie waarmee negatieve beslissingen daarvandaan beperkt kunnen worden.

#### Intern/extern constitutionalisme
Bij intern/extern constitutionalisme zoekt een balans tussen de twee eerdere benaderingen. Zo was de Smoot–Hawley-tariefwet tot stand gekomen door logrolling (quid pro quo) en horse trading (koehandel) waarbij Hawley en Smoot hun stem gaven voor tariefverhogingen die door anderen werden voorgesteld om steun te krijgen voor hun eigen tariefverhogingen. De repercussies van de andere landen lieten de wereldhandel instorten en verergerden de crisis van de jaren 1930. Het Amerikaans Congres gaf daarop de Amerikaanse overheid de bevoegdheid om te onderhandelen over tariefverlagingen, waarbij meespeelde dat de uitvoerende macht verder afstond van lobbygroepen dan de wetgevende macht. Het binnenlandse element van overheidsfalen door een te grote invloed van lobbygroepen wordt in dit voorbeeld gecombineerd met de angst voor buitenlandse repercussies en een verminderd rendement door verlies van wereldhandel. Daarmee is ook verklaard waarom er ondanks de publieke desinteresse die er volgens het extern constitutionalisme is toch handelsverdragen gesloten worden en in tegenstelling tot het intern constitutionalisme is dit niet tegen binnenlands beleidsfalen, maar vanuit het algemeen belang.

#### Mondiaal constitutionalisme
Waar de staten bij de andere drie benaderingen de actoren zijn, zijn dat bij de mondiale benadering de wereldburgers. De westfaalse soevereiniteit als uitgangspunt voor internationaal recht zoals bij de andere drie benaderingen zou achterhaald zijn. Het idee dat staten de uiteindelijke wetgevers zijn, levert onder meer een jurisdictionele kloof, een democratische participatiekloof en een stimulanskloof op. Jurisdictioneel beperken verdragen zich slechts tot het verminderen van externaliteiten, democratisch is er over het algemeen weinig participatie van de burgers en deze worden ook veelal niet gezien als volledige deelnemers in de wereldhandel. Problemen treden onder meer op bij internationale belastingheffing en grensoverschrijdende regulering van burgers, waarbij rent-seeking slechts verschoven is naar overheidsniveau. Overheden zijn daarmee vaak niet in staat om tot de optimale afspraken te komen. Volgens het mondiaal constitutionalisme kunnen handelsverdragen dienen om nationale overheden te omzeilen om een wereldwijde constitutie te vormen.
Deze visie krijgt kritiek, omdat het eerder een normatieve dan een beschrijvende uitspraak is van de Wereldhandelsorganisatie (WTO). Staten zijn bij het ontbreken van een werelddemocratie nog steeds de enige autoriteiten die verdragen kunnen afsluiten.

### Vergelijking benaderingen
Het verband tussen de verschillende benadering kan worden uitgezet in een grafiek met enerzijds problemen waarbij internationale handel kan bijdragen aan een oplossing en anderzijds verschillende doelstellingen. Niet alleen de economische, ook de juridische benaderingen blijken vooral economische doelstellingen te hebben, dan wel voor het eigenbelang van specifieke bevolkingsgroepen, dan wel voor het algemeen belang. Vooral de benaderingen vanuit internationale betrekkingen zien ook ideële doelen als vrede, eerlijkheid, rechtvaardigheid en gelijkheid, maar ook machtsdoelen.
Daarbij is een cluster van benaderingen te vormen die vooral vanuit een binnenlandse problematiek deelnemen. Een tweede cluster bestaat uit benaderingen waarvoor vooral buitenlandse spillover of overdraging zoals van een beggar-thy-neighbour-politiek een probleem is. Voor een derde cluster zijn ideële doelen de leidraad. Zo kunnen de aanpak van kinderarbeid, slavernij, mensenhandel en drugshandel niet volledig economisch verklaard worden en verklaart dit mede waarom ook kleinere landen worden uitgenodigd. Het laatste cluster wordt gevormd door benaderingen van realpolitik waarbij macht en distributie doorslaggevend zijn.
Dat er zoveel verschillende redenen tot een verdrag kunnen leiden, maakt het een spel met gemengde motieven die deels tegenstrijdig zullen zijn, ook binnenlands. Dat betekent niet alleen dat er nog geen holistische theorie is, maar ook dat veranderende omstandigheden voor elke partij anders uitpakken.
Aangezien geen enkel verdrag kan voorzien in een antwoord op die veranderingen, zullen geschillen een gegeven zijn. Zolang de geschillenbeslechting daarmee om kan gaan en het verdrag zelf niet in gevaar komt, zijn geschillen dan ook een teken dat het verdrag functioneert.
| Specifieke welvaart                                              | Liberalisme                               | Liberalisme                      | Intern-extern constitutionalisme | Intern-extern constitutionalisme |                              |                              |
| Specifieke welvaart                                              | Politieke economie                        | Politieke economie               | Politieke externaliteiten        | Politieke externaliteiten        |                              |                              |
| Specifieke welvaart                                              | Verbintenis                               | Verbintenis                      | Ruilvoet                         | Ruilvoet                         |                              |                              |
| Algemene welvaart                                                | Verbintenis                               | Verbintenis                      | Ruilvoet                         | Ruilvoet                         |                              |                              |
| Intern constitutionalisme                                        |                                           |                                  |                                  |                                  |                              |                              |
|                                                                  |                                           | Extern constitutionalisme        | Neoliberaal institutionalisme    | Mondiaal constitutionalisme      | Mondiaal constitutionalisme  |                              |
| Ideeën, normen: Vrede, eerlijkheid, rechtvaardigheid, gelijkheid |                                           | Extern constitutionalisme        | Neoliberaal institutionalisme    | Mondiaal constitutionalisme      | Mondiaal constitutionalisme  |                              |
|                                                                  | Epistemic communities, morele ondernemers |                                  |                                  |                                  |                              |                              |
|                                                                  |                                           | Engelse school                   |                                  | Constructivisme                  | Constructivisme              |                              |
|                                                                  |                                           |                                  | Hegemoniale stabiliteit          |                                  |                              |                              |
| Macht                                                            |                                           |                                  |                                  | Postklassiek realisme            | Postklassiek realisme        |                              |
| Macht                                                            |                                           |                                  |                                  |                                  |                              |                              |
| Macht                                                            |                                           |                                  |                                  | Neorealisme                      |                              |                              |
|                                                                  | Intern Binnenlandse problematiek          | Intern Binnenlandse problematiek | Extern Spillover-problematiek    | Extern Spillover-problematiek    | Systeem Systemische noodzaak | Systeem Systemische noodzaak |
| Economisch                                                       | Internationale betrekkingen               | Internationale betrekkingen      | Internationaal recht             | Internationaal recht             |                              |                              |

## Inhoud en ontwerp

### Economische benaderingen van instituties
In handelsverdragen geven de deelnemende partners over het algemeen enige autoriteit aan een onafhankelijk instituut dat de naleving moet borgen. Tot de jaren 1990 besteedden de economische benaderingen vrijwel geen aandacht aan deze instituties. Sindsdien is er enige aandacht gekomen voor de beweegredenen van verdragen, voor materiële verplichtingen en voor handhaving. Hierbij is echter weinig aandacht voor instituties, terwijl benaderingen vanuit instituties juist vaak de beweegredenen negeren. Het negeren van instituties hangt veelal samen met de wens om analyses te vereenvoudigen. Handelssamenwerking wordt volgens die vereenvoudiging gemodelleerd met een aantal aannames:
- speltheorie, waarbij het prisoner's dilemma een oneindig aantal rondes wordt herhaald met symmetrische ofwel gelijkwaardige actoren
- maximale wederzijdse afschrikking, waarbij een grim trigger wordt gehanteerd door bij elke afwijking van de afspraken te dreigen met een terugkeer naar protectionisme
- onveranderlijke omstandigheden, waarbij stationariteit wordt aangenomen voor de duur van de overeenkomst, dus zonder innovatie, veranderingen in vraag en aanbod, of druk door lobbygroepen
- informatiesymmetrie, waarbij alle besluitvormers zowel tijdens de onderhandelingen als na het afsluiten van het verdrag over dezelfde informatie beschikken
- rationaliteit, waarbij ideevorming en handelen plaatsvindt op basis van feiten met kennis van oorzaak en gevolg, gebaseerd op maximalisatie van het verwachte nut of vooruitzicht
- geen transactiekosten, waarbij onderhandelingen, handelsstromen en geschillen geacht worden kosten- en frictieloos te zijn

Een handelsverdrag zou daarmee een volledig contract zijn, het zou de maximale handelsvoordelen bieden en daarom nooit opnieuw onderhandeld te hoeven worden, terwijl er ook nooit van zou worden afgeweken, zodat geschillen niet op zouden treden. Ook zou handelssamenwerking endogeen uit de onderhandelingen ontstaan als stilzwijgende overeenkomst zonder onafhankelijk instituut. Zo'n instituut zou alleen maar kosten met zich meebrengen zonder wat op te leveren.
In de praktijk zijn er echter vele instituties die bij moeten dragen aan het verminderen van onzekerheid die ontstaat door de complexiteit van de verschillende processen. Om te achterhalen in welke mate instituties deze onzekerheid verminderen, moeten de onvolkomenheden in de handelssamenwerking worden vastgesteld. Daartoe moet de theorie over handelsinstituties worden vergeleken met de theorie van handelsverdragen. Daaruit blijkt dat instituties de transparantie vergroten, dienen als onderhandelingsforum en helpen bij het beslechten van handelsgeschillen.

#### Transactiekosten
|            | Voor transactie (ex ante)                                        | Na transactie (ex post)                              |
| Markt      | Informatiekosten Zoekkosten                                      | Onderhandelingskosten Contractkosten Nalevingskosten |
| Management | Opstartkosten                                                    | Operationele kosten                                  |
| Politiek   | Lobbyingkosten Kosten maatschappelijk draagvlak Wetgevingskosten | Controlekosten Handhavingskosten Vertragingskosten   |

In werkelijkheid zijn er wel degelijk transactiekosten en het bestaan hiervan verklaart ten dele waarom er instituties zijn. Deze kan onder meer de transactiekosten verlagen tijdens onderhandelingen en geschillen door overleg te centraliseren en te faciliteren, waardoor niet meer in verschillende fora bilateraal onderhandeld hoeft te worden en onder meer forumshopping voorkomen kan worden. Het neoliberale institutionalisme ziet ook een rol voor instituties als institutioneel geheugen doordat onderhandelingen, verdragen en geschillen gearchiveerd en gepubliceerd worden, wat bijdraagt aan de transparantie en transactiekosten verlaagt. Een derde rol in het verlagen van de transactiekosten is het optreden van de organisatie als handelsfacilitator, doordat deze informatie over de werking van het verdrag kan verstrekken aan belanghebbenden als douane, fabrikanten, consumenten, importeurs en exporteurs.

#### Grim trigger
De grim trigger-strategie lijkt in werkelijkheid minder van toepassing dan in veel modellen wordt aangenomen. Dreigen met een volledig en voortdurend einde aan handelssamenwerking is niet geloofwaardig, doordat volledig protectionisme te kostbaar is. Een onafhankelijke geschillencommissie kan optreden als ehrlicher Makler – de eerlijke bemiddelaar zoals Bismarck zichzelf noemde bij zijn pogingen om de Oosterse kwestie op te lossen tijdens het Congres van Berlijn in 1878. Geschillenbeslechting vindt dan plaats met vertraging en de ex ante onbekende kosten die hiermee en met het handelsconflict zelf gepaard gaan, kunnen een stimulans zijn om geschillen te vermijden.
Naarmate samenwerking langer succesvol is, zal het vertrouwen in de wederkerigheid van de relatie ook groeien, waarmee de grim trigger naar de achtergrond verdwijnt. Ook daar kan een neutrale geschillencommissie aan bijdragen.

#### Informatieasymmetrie
Informatie over de eigen situatie is veelal minder goed bekend bij de andere partijen. Van deze informatieasymmetrie kan gebruikgemaakt worden door opportunistische landen, hopend dat afwijkingen van afspraken niet worden opgemerkt. Zo kan het zo zijn dat een verdrag het toestaat om met niet-tarifaire belemmeringen (NTB's) exogene schokken te dempen, maar zijn er ook niet-toegestane NTB's die door de informatieasymmetrie niet altijd zichtbaar zijn. Een onafhankelijk instituut kan de kans op deze dwaling verminderen door informatie te delen, terwijl deze toezichthouder ook een afschrikwekkend effect heeft. Naast informatie delen, kan dit instituut ook actief informatie verzamelen om zo de transparantie te vergroten en zo een escalatie naar een handelsoorlog voorkomen.

#### Onvolledige contracten
Handelsverdragen zijn in de praktijk onvolledige contracten, waar de contracttheorie rekening mee houdt:
- onvoorziene omstandigheden, ex ante kunnen niet alle omstandigheden en de acties die deze tot gevolg hebben voorzien worden. De keuze is dan deze niet opnemen, of geen contract afsluiten
- kosten om contracten op te maken, voor zover volledigheid al mogelijk is, zou dit een enorme inzet vereisen en grote kosten met zich meebrengen die vooral bij zaken met een lage kans niet opwegen tegen de voordelen
- kosten van handhaving, om te kunnen handhaven, moeten contracten uit te leggen zijn door rechtbanken

In een dynamische wereld heeft het daarom voordelen om niet alles vast te leggen en onzekerheid te accepteren als een gegeven dat met robuustheid van verdragen en aanpassingen wordt opgelost. Hierbij heeft het onafhankelijke instituut de taak om deze discrepanties te vergaren en onvoorziene situaties te interpreteren tot die aanpassingen zijn uitonderhandeld.
Handelsconflicten kunnen ontstaan als een partij zich terecht of onterecht benadeeld voelt en overgaat tot eigenrichting. De getroffen partij zal genegen zijn de geleden schade te overdrijven, terwijl de andere partij dit zal bagatelliseren. Een onafhankelijk instituut kan hierbij arbitrage verzorgen, wat aanbeveling verdient aangezien de eventuele strafmaat alleen ex post kan worden vastgesteld. Bemiddeling kan ook nodig zijn omdat er fouten worden gemaakt, zaken over het hoofd gezien of onvoldoende expliciet worden benoemd en vooral complexe verdragen tegenstrijdigheden kunnen bevatten. Zelfs bij complete contracten kan een institutie van nut zijn, zoals bij heronderhandelingen. De institutie kan dan ook een rol spelen als beheerder van de spelregels waarbinnen het verdrag wordt onderhandeld, afgesloten en nageleefd. Als een partij door onvoorziene omstandigheden delen van het verdrag betreurt, kan deze ex post facto gunstiger voorwaarden willen bedingen. De onafhankelijke institutie kan dan stabiliteit bieden en zwakkere landen vertrouwen geven dat machtiger landen hun overwicht niet misbruiken.

### Andere benaderingen van instituties
Naast de economische benaderingen met een nadruk op efficiëntie levert ook de benadering vanuit internationale betrekkingen belangrijke inzichten op. Er is echter weinig academische aandacht voor internationale organisaties (IO's), afgezien van een korte periode na de Tweede Wereldoorlog, waarbij dit ook nog vooral beschrijvende studies waren en niet verklarend. Uit het organisatieontwerp valt dan ook niet goed af te leiden wat IO's werkelijk doen. Daarbij verschoof met regimetheorie de aandacht naar de werkelijke spelers van de global governance, de onafhankelijke staten, en verdween het onderscheid met andere vormen van internationale samenwerking als allianties en gedecentraliseerde verdragen naar de achtergrond. Waarom IO's dan toch veelvuldig gebruikt werden, was niet duidelijk:
Surprisingly, contemporary international scholarship has no clear theoretical answers to such questions and thus offers limited practical advice to policy makers.
Volgens realisten en neorealisten worden IO's vooral door de machtigste landen gevormd om hun belangen zo goed mogelijk te dienen en daarmee zou de studie van IO's ook niet veel meer inzicht bieden:
International regimes are merely arenas for acting out power relationships. Conceptualised in this way the idea of regimes has little to offer over and above that which can be discovered through traditional, state-centric and interest based, means of analysis.
Vanuit de hegemoniale stabiliteitstheorie stellen neorealisten dat de hegemoon enige autonomie toekent aan de institutie om de andere landen van de zuivere intenties te overtuigen. Die institutie hoeft daarbij echter niet een IO te zijn, maar kan elke samenwerkingsvorm aannemen, terwijl de hegemoon hier alle functies van de IO kan vervullen.
Het neoliberaal institutionalisme heeft in zijn verklaringen geen behoefte aan een centrale organisatie, deze fungeert hooguit als ontmoetingsplaats zonder eigen inbreng.
Constructivisme of cognitivisme leggen de nadruk op sociale constructies en de complexiteit van interacties en zien daarmee een rol voor IO's in het vormen van gedeelde waarden en normen. Het constructivisme heeft echter enkele tekortkomingen:
- Monocausaliteit, het verklaart niet hoe van gedeelde waarden en normen zich vormen, alleen dat ze zich verspreiden
- Deze functie verklaart niet waarom landen IO's oprichten
- Er is geen aandacht voor de plaats van IO's in grotere systemen als de liberale economische orde van na de Tweede Wereldoorlog

Regime-management is echter een poging tot synthese van de verschillende benaderingen, waarbij het verlagen van de transactiekosten, het verhogen van de efficiëntie, bijdragen aan samenwerking en regels bewaken belangrijke factoren zijn, alsook het vormen van ideeën, normen en verwachtingen. Dit  heeft duidelijk een grote overlap met de economische benaderingen. Regime-management gaat uit van de complexiteit van de contracten waarbij de partijen verschillende motieven hebben, een spel met gemengde motieven. Zelfs als dat niet het geval is, zal er discussie zijn over de verdeling van de opbrengsten, met mogelijke conflicten tot gevolg. Ook de onvolledige contracten door onzekerheid geven IO's een rol bij bemiddeling, waartoe deze enige mate van autonomie moet hebben. IO's kunnen bijdragen aan het komen tot Pareto-verbeteringen waarmee een nieuw evenwicht bereikt kan worden dat anders door wantrouwen niet gerealiseerd zouden worden. Een andere rol is het centraliseren van het overleg, de uitvoering en de handhaving. Staten kunnen IO's ook bewust kiezen om zichzelf te veranderen, mede door de principaal-agent-relatie tussen staat en IO:
The creation and development of IOs often represent deliberate decisions by states to change their mutually constituted environment and thus themselves. IOs can affect the interest and values of states in ways that cannot be fully anticipated. Yet it is important to stress that these processes are initiated and shaped by states and constrained by institutional procedures.

## Handelsverdragen naar aantal en soort ondertekenaars
Een handelsverdrag is bilateraal als het is ondertekend door twee partijen, hetzij een land of een douane-unie, een handelsblok of een informele groep landen. Een verdrag dat is ondertekend door meer dan twee partijen is multilateraal.

## Niveau van integratie

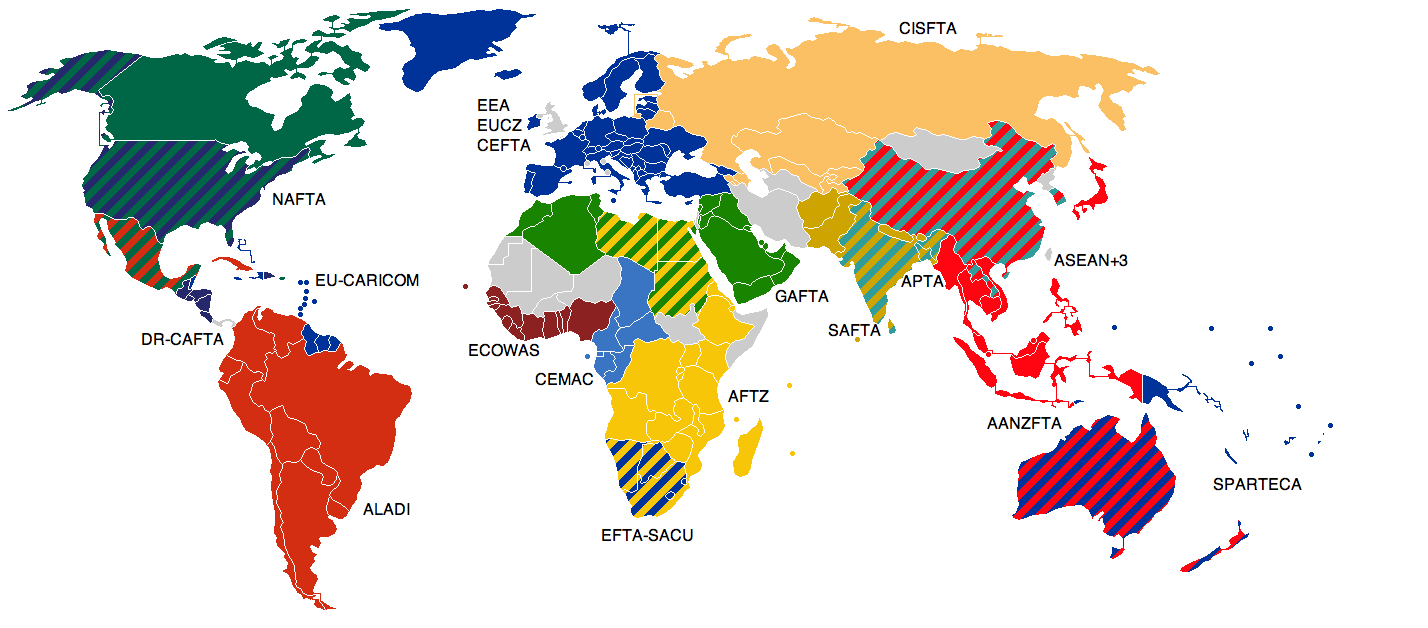
Vrijhandelszones in de wereld

Er bestaan grote verschillen tussen de verschillende handelsverdragen: sommige zijn erg complex (Europese Unie), andere zijn losser van structuur (NAFTA). Het type handelsverdrag bepaalt de mate van economische integratie die uit het verdrag volgt. 

### Handels- en investeringsakkoord
Een handels- en investeringsakkoord is een kaderovereenkomst om de handel tussen landen of handelsblokken te bevorderen, en geschillen op te lossen. Vooral de Verenigde Staten heeft dergelijke Trade and Investment Framework Agreement (TIFA's) gesloten, onder meer met het ASEAN-handelsblok, met Taiwan en met Uruguay. 

### Bilaterale investeringsbeschermings-overeenkomst
Een bilaterale investeringsbeschermings-overeenkomst (IBO) wordt gesloten tussen twee landen, met het oog op het beschermen en bevorderen van investeringen (DBI, Engels: foreign direct investment (FDI)) op elkaars grondgebied. Momenteel zijn meer dan 2.500 dergelijke verdragen van kracht. 

### Internationaal Investeringsakkoord
Een Internationaal Investeringsakkoord (IIA) is een verdrag tussen landen om regelingen te treffen inzake wederzijdse investeringen. Het is daarbij de bedoeling die investeringen te beschermen, te bevorderen en vrij te maken. In die verdragen bepalen de ondertekendende landen de normen waaraan buitenlandse investeringen op hun grondgebied moeten voldoen, en worden regels vastgelegd om geschillen op te lossen wanneer niet aan die normen is voldaan. De meeste IIA's betreffen directe buitenlandse investeringen en vaak ook portfolio-investeringen.

### Vrijhandelszone
In een vrijhandelszone worden douanetarieven afgebroken, en de wederzijdse handel bevorderd, bijvoorbeeld binnen de Europese Vrijhandelsassociatie. 
Een meer geïntegreerde vorm is een vrijhandelsakkoord zoals de Noord-Amerikaanse Vrijhandelsovereenkomst (NAFTA) tussen de Verenigde Staten, Canada en Mexico. Dergelijke akkoorden beogen een verregaande vermindering of opheffing van tarieven op praktisch de gehele handel, met vrij verkeer van goederen en eventueel ook de afbouw van beperkingen op investeringen, de vrijmaking van het verkeer van kapitaal en diensten, en een regeling inzake intellectuele eigendom. 

### Douane-unie
Een douane-unie is een vrijhandelsverdrag met gemeenschappelijke buitentarieven van alle ondertekenende partijen tegenover niet-ondertekenaars. Voorbeeld: de Douane-unie van Zuidelijk Afrika tussen Botswana, Lesotho, Namibië, Swaziland en Zuid-Afrika. 

### Gemeenschappelijke markt
Een gemeenschappelijke markt is een gebied zonder binnengrenzen en met een gemeenschappelijke buitengrens, met sterk verminderde of afgeschafte beperkingen op het vrij verkeer van alle productiefactoren, inclusief vrij verkeer van werknemers en onderneming, en coördinatie van het economisch beleid. De Europese Economische Ruimte is een voorbeeld van een gemeenschappelijke markt. 

### Muntunie
Muntunie, waarbij de lidstaten dezelfde munt gebruiken. West- en Centraal-Afrikaanse landen die de CFA-frank gebruiken, maken deel uit van een muntunie. 

### Economische Unie
Een economische unie is een douane-unie met een gemeenschappelijke markt. In combinatie met een gemeenschappelijke munt spreekt men van een economisch-monetaire unie, zoals bijvoorbeeld de landen van de Eurozone. 

### Begrotingsunie
Bij deze vorm van economische integratie ontstaat een gemeenschappelijke coördinatie van de belangrijkste onderdelen van het begrotingsbeleid. Deze samenwerkingsvorm wordt beschouwd als overgang tussen een economisch-monetaire unie en volledige economische integratie. Binnen de Europese Unie wordt gestreefd naar een Europese begrotingsunie. 

## Handelsverdragen op internationaal niveau

### Meest begunstigde natie
Terwijl doorgaans de voordelen en verplichtingen van een handelsverdrag enkel gelden tussen de ondertekenende partijen, is binnen de Wereldhandelsorganisatie (WTO) een ander type van akkoord geldig, waarvan de bepalingen van toepassing zijn op alle WTO-leden, op basis van een meest begunstigde natie-clausule. Deze houdt in dat voordelen die bilateraal zijn onderhandeld met één handelspartner, ook van toepassing zijn voor de overige WTO-leden.

### Preferentiële verdragen
Alle akkoorden die buiten het kader van de WTO zijn onderhandeld en die bijkomende voordelen bieden boven het WTO/meest begunstigde natie-niveau, maar dan alleen voor de ondertekenende partijen en niet voor de overige WTO-leden, zijn preferentieel handelsverdrag.  Volgens de regels van de WTO moeten deze verdragen aan bepaalde voorwaarden voldoen, meer bepaald een meldingsplicht, en het principe van algemene wederkerigheid (reciprociteit). Dit laatste houdt in dat de voordelen van het verdrag gelden voor alle ondertekenaars. Eenzijdige voordelen, waarbij sommige ondertekenaars een bevoordeelde toegang verkrijgen tot de markt van andere ondertekenaars, zonder hun eigen tarieven te verlagen, zijn enkel toegestaan in uitzonderlijke gevallen, en op een tijdelijke basis. Zo bekwam de Europese Unie een tijdelijke uitzondering voor jaar partnerschapsakkoord met de ACS/ACP-staten. 
Het aantal handelsverdragen gaat in stijgende lijn. Tussen 1948 en 1994 ontving de General Agreement on Tariffs and Trade (GATT), de voorloper van de WTO, 124 meldingen. Sedert 1995 zijn meer dan 300 handelsverdragen in voege getreden.

### Binnen de OESO
Van 1995 tot 1998 werd binnen de OESO onderhandeld over een Multilateraal Akkoord over Investeringen. Na heftige kritiek van een aantal NGO's en ontwikkelingslanden werden de onderhandelingen, op initiatief van Frankrijk, in april 1998 afgebroken.

## Reacties en trends
Vanwege de voordelen van vrijhandel en de toegenomen economische efficiëntie, staan de meeste regeringen in principe positief tegenover handelsverdragen. 
Toch heeft de WTO bedenkingen. Volgens Pascal Lamy, voormalig directeur-generaal van de WTO, schept het toenemend aantal preferentiële of regionale verdragen problemen door de toegenomen complexiteit. Dit brengt extra kosten mee voor bedrijven en zorgt voor onvoorspelbare en zelfs onrechtvaardige situaties in handelsrelaties. Volgens de WTO kunnen deze preferentiële verdragen tot op zekere hoogte nuttig zijn, maar zou beter gestreefd kunnen worden naar wereldwijde afspraken binnen de WTO. Dergelijke onderhandelingen werden gevoerd in de Doha-ronde.
Intussen werden en worden buiten de WTO omvangrijke multilaterale handels- en investeringsverdragen onderhandeld, onder meer door de BRICS-landen. Op initiatief van de Verenigde Staten werden onderhandelingen gevoerd in het kader van het Trans-Pacific Partnership (TPP), het Trans-Atlantisch Vrijhandels- en Investeringsverdrag (TTIP) en het Trade in Services Agreement (TISA). Tussen de Europese Unie en Canada kwam het Comprehensive Economic and Trade Agreement (CETA) tot stand. 
Bewegingen zoals het Antiglobalisme of het Andersglobalisme hebben vaak fundamentele bezwaren tegen grote handelsverdragen. Andere groepen die eveneens kritisch staan tegenover de mondialisering of globalisering, zoals de ecologische beweging, streven naar fair trade-bepalingen om de negatieve effecten van de globalisering op te vangen.